# Teichmüller–Tukey-lemma
A Teichmüller–Tukey-lemma a halmazelmélet egyik tétele, ami azt állítja, hogy ha T véges jellegű tulajdonság, akkor tetszőleges halmaz T tulajdonságú halmazai között van maximális. Itt véges jellegű tulajdonságon azt értjük, hogy az adott tulajdonság akkor és csak akkor teljesül egy halmazra, ha annak minden véges részhalmazára teljesül.

## Lemma
Legyen {\displaystyle H} egy tetszőleges halmaz valamely részhalmazaiból álló halmazrendszer, amire teljesül, hogy {\displaystyle A\in H} pontosan akkor, ha {\displaystyle A} minden véges részhalmaza eleme {\displaystyle H}-nak. Ekkor minden {\displaystyle A\in H} esetén van maximális {\displaystyle A\subseteq B\in H} elem.

## Bizonyítás
Az állítást a Zorn-lemma felhasználásával fogjuk bizonyítani.
Vegyük a {\displaystyle (P,\subseteq )} részbenrendezett halmazt, ahol {\displaystyle P} az {\displaystyle A}-t (részhalmazként) tartalmazó {\displaystyle H}-beli halmazokból áll. Ez nemüres, mert például {\displaystyle A} eleme. Azt kell belátnunk, hogy minden {\displaystyle P}-beli {\displaystyle L} láncnak van felső korlátja. Legyen tehát {\displaystyle L} lánc. Vegyük az összes {\displaystyle L}-beli halmaz {\displaystyle K} egyesítését. Elég belátnunk, hogy {\displaystyle K\in H}, hiszen nyilvánvalóan tartalmazza {\displaystyle L} minden elemét. {\displaystyle H} végességi tulajdonsága miatt elég látni, hogy {\displaystyle K} minden véges része {\displaystyle H}-beli. Legyen tehát {\displaystyle \{x_{1},\dots ,x_{n}\}\subseteq K}. {\displaystyle K} definíciója miatt vannak {\displaystyle A_{1},\dots ,A_{n}} {\displaystyle L}-beli halmazok, hogy {\displaystyle x_{1}\in A_{1},\dots ,x_{n}\in A_{n}}. Mivel {\displaystyle L} lánc, ezek valamelyike, mondjuk {\displaystyle A_{n}} tartalmazza a többit. De ekkor {\displaystyle \{x_{1},\dots ,x_{n}\}\subseteq A_{n}}, azaz véges részhalmaza egy {\displaystyle H}-beli halmaznak, tehát {\displaystyle H} végességi tulajdonsága miatt maga is {\displaystyle H}-beli.

## Alkalmazásai
A Teichmüller–Tukey-lemmát akkor a legcélszerűbb alkalmazni, amikor egy könnyen láthatóan véges jellegű tulajdonságot vizsgálunk. Így azonnal kapjuk, hogy minden vektortérben van bázis (maximális független vektorhalmaz), minden gráfnak van feszítő erdője, minden testben van transzcendencia-bázis (maximális algebrailag független részhalmaz), illetve hasonló egyszerű következményként adódik a Hausdorff–Birkhoff-tétel is.

## Ekvivalens állítások
A Teichmüller–Tukey-lemma ekvivalens a következő állításokkal:
- kiválasztási axióma
- Zorn-lemma
- Hausdorff–Birkhoff-tétel
- jólrendezési tétel
- Tyihonov-tétel

## Története
Ezt a tételt először Teichmüller publikálta.